# 85195 фон Хельфтська
85195 фон Хельфтська (85195 von Helfta) — астероїд головного поясу, відкритий 7 жовтня 1991 року.
Тіссеранів параметр щодо Юпітера — 3,542.
Названо на честь Гертруди Великої, Гертруди Хельфтської (нім. Gertrud von Helfta, лат. Gertrudis; 1256—1302) — католицької святої, німецького містика. З віку п'яти років проживала у Хельфтському монастрі, у Саксонії.